# The Little Girl of the Attic
The Little Girl of the Attic est un film muet américain réalisé par Frank Lloyd et sorti en 1915.

## Fiche technique
- Titre : The Little Girl of the Attic
- Réalisation : Frank Lloyd
- Scénario : Calder Johnstone
- Production : Carl Laemmle pour Universal Film Manufacturing Company
- Genre : Film dramatique
- Date de sortie : 
  - États-Unis : 5 mai 1915

## Distribution
- William Lloyd : Phillip Marsh
- Helen Leslie : Helen Marsh
- Millard K. Wilson : le vieux Marsh
- Marc Robbins : Caesar